# Космос-1511
Космос-1511 је један од преко 2400 совјетских вјештачких сателита лансираних у оквиру програма Космос.
Космос-1511 је лансиран са космодрома Плесецк, СССР, 30. новембра 1983. Ракета-носач Сојуз је поставила сателит у орбиту око планете Земље. Маса сателита при лансирању је износила 6700 килограма. Космос-1511 је био осматрачки сателит.